# Camptopoeum schewyrewi
Camptopoeum schewyrewi is een vliesvleugelig insect uit de familie Andrenidae. De wetenschappelijke naam van de soort is voor het eerst geldig gepubliceerd in 1897 door Morawitz.